# Monaeses fasciculiger
Monaeses fasciculiger är en spindelart som beskrevs av Jean-François Jézéquel 1964. Monaeses fasciculiger ingår i släktet Monaeses och familjen krabbspindlar.
Artens utbredningsområde är Elfenbenskusten. Inga underarter finns listade i Catalogue of Life.